# Димитър Мутафов
Димитър Тодоров Мутафов е бивш български футболист, дефанзивен полузащитник, треньор. Бил е треньор на Чепинец (Велинград), понастоящем помощник-треньор на ФК Сливнишки герой (Сливница).

## Кариера
Юноша е на Локомотив (София).
Играл е за Искър (София), Хебър, Беласица, Славия, Родопа, Марек, ПФК Миньор (Перник) и ПФК Спортист (Своге).

## Статистика по сезони
- Искър (Сф) – 1999/00 – Б група, 23/2
- Хебър – 2000/01 – A група, 26/5
- Беласица – 2001/ес. - A група, 16/2
- Славия – 2002/пр. - A група, 19/2
- Славия – 2002/03 – A група, 14/3
- Родопа – 2003/ес. - A група, 14/2
- Беласица – 2004/пр. - A група, 14/0
- Марек – 2004/05 – A група, 17/2
- Родопа – 2005/ес. - A група, 14/1
- През 2007 година Димитър Мутафов играе за Локомотив 101